# Pternistis hartlaubi
Il francolino di Hartlaub (Pternistis hartlaubi (Bocage, 1869)) è un uccello galliforme della famiglia dei Fasianidi diffuso in Angola e Namibia.

## Distribuzione e habitat
Il francolino di Hartlaub è una specie endemica della regione sud-occidentale dell'Angola e della parte centrosettentrionale della Namibia.

## Tassonomia
Il francolino di Hartlaub è una specie monofiletica e pertanto non presenta sottospecie.
Uno studio di filogenesi molecolare pubblicato nel 2019 ha dimostrato come questa specie non è sia quella che differisce maggiormente a livello genetico dalle altre specie di Francolino del genere Pternistis.